# 施佩勒 (下萨克森)
施佩勒是德国下萨克森州的一个市镇。总面积34.21平方公里，总人口8602人，其中男性4397人，女性4205人（2011年12月31日），人口密度251人/平方公里。